# سیارک ۴۷۱۶
سیارک ۴۷۱۶ (به انگلیسی: 4716 Urey، نامگذاری:1989UL5) چهار هزار و هفتصد و شانزدهمین سیارک کشف شده‌است که در ۳۰ اکتبر ۱۹۸۹ کشف شد.
قدر مطلق سیارک برابر ۱۱٫۷۰ است.